# 平林尚三
平林 尚三（ひらばやし しょうぞう、 1937年8月23日 - 2004年10月3日）は、日本の男性声優、俳優。九プロダクション社長。岐阜県出身。

## 経歴
岐阜県立岐阜商業高等学校卒業。伊藤道郎俳優養成出身。
東京芸術座を経て、劇団新人会に入団。
生前のマネジメントは六芸社、太陽プロモーション、JKプランニング、同人舎プロダクション、劇団新人会映画放送部。
2004年10月3日死去。67歳没。

## 人物
特技はバレエ、柔道。

## 後任
平林の没後、持ち役を引き継いだ人物は以下の通り。
- 金子達（『評決』 - エド・コンキャノン役）※WOWOW放映時の追加録音部分。

## 出演

### 映画
- ふるさと（1983年） - 村の男
- 千羽づる（1989年） - 中学教師
- 郡上一揆（2000年） - 別府弥格
- 草の乱（2004年） - 永保社社長（高利貸）

### テレビドラマ
- ロボッタン（1961年、TBS） - もぐ爺（スーツアクター）※平林章三名義[13]
- 伝七捕物帳（NTV）
  - 第14話「誓いの舞扇」（1974年） - 和十郎
  - 第151話「売られた恩の落し穴」（1977年） - 利助

### 舞台
- 五右衛門釜煎り（1964年、東京芸術座） - 半蔵配下の忍者一※平林章三名義[14]
- 深川安楽亭（1983年、劇団新人会） - 政次[15]

### 吹き替え

#### 映画
- アーノルド・シュワルツェネッガーのSF超人ヘラクレス
- アイランド
- 青い珊瑚礁
- 悪漢探偵
- 雨の日にふたたび（フィル・ギャレット〈スチュアート・マーゴリン〉）※フジテレビ版
- 雨の訪問者（大使館員）※日本テレビ版
- 阿羅漢 ※日本テレビ版
- ウォール街（クロムウェル〈リチャード・ダイサート〉）※機内上映版
- 宇宙戦争（ヘフナー大佐）
- 宇宙冒険旅行（ジュールズ・ヴェルヌ〈カール・エズモント〉）※テレビ新録版
- SFクローン人間の異常な愛（ヒルストロム教授〈デヴィッド・シェイナー〉）※日本テレビ版
- SF謎の宇宙船遭遇（ハリー・フォーブス〈ダーレン・マクギャヴィン〉）
- エレファント・マン（ブロードネック）
- OK牧場の決斗 ※テレビ朝日新録版
- オーシャンと十一人の仲間（ロジャー・コーニアル〈ヘンリー・シルヴァ〉）※フジテレビ版
- 狼よさらば
- オスロ国際空港/ダブル・ハイジャック（マットソン）
- オレはギャング ガーディニア（トニー・カルーソ〈ロバート・ウェッバー〉）
- 合衆国最後の日（ストーンサイファー将軍〈ドン・フェローズ〉）
- 風と共に去りぬ ※JAL機内上映版
- カプリコン・1（バローズ博士〈ミルトン・セルツァー〉）※テレビ朝日版
- 華麗なる賭け（支店長〈ブルース・グローヴァー〉）※フジテレビ版
- 華麗なる相続人
- 騎兵隊（グラント将軍〈スタン・ジョーンズ〉）※TBS旧録版、（ウィリアム・T・シャーマン将軍）※TBS新録版
- キャノンボール2
- キング・オブ・デストロイヤー/コナンPART2（ボンバータ〈ウィルト・チェンバレン〉）※TBS版
- キングコング2 ※テレビ朝日版
- 黒い稲妻 ※TBS版
- 結婚しない女
- ゲッタウェイ（ユージン・スチュアート）※テレビ朝日旧録版
- 激突!!燃える大彗星 ※テレビ朝日版
- コクーン（ポップス）
- サスペリアPART2（ヴァルゴイ）※TBS版
- さすらいのカウボーイ（サム）
- ザ・デイ・アフター
- ザ・ドライバー（グリーク）※日本テレビ版
- サンダーアーム/龍兄虎弟 ※フジテレビ版
- ジェット・ローラー・コースター ※日本テレビ版
- シェナンドー河 ※テレビ東京版
- シノーラ（ハーランの手下）
- シビルの部屋（テレビ解説者）※日本テレビ版
- シャーキーズ・マシーン（ツイグス）
- ジャックと悪魔の国（ガーナ）
- ジョーズ ※日本テレビ版
- ショーン・コネリー/盗聴作戦
- 勝利への脱出
- 少林寺三十六房（チェン〈チャン・ウーロン〉）
- 少林寺武者房（ウォン〈ワン・ロンウェイ〉）
- 新・おしゃれ泥棒（マックス・トーランド）※テレビ東京版
- 酔馬拳クレージーホース
- スター・ウォーズ エピソード4/新たなる希望（プラージ中佐）※日本テレビ1985年放送版
- スパルタカス ※フジテレビ版
- 西部悪人伝（保安官〈ジョン・バーサ〉）※TBS版
- 西部に来た花嫁（ウォルター・ソンガー〈ハリー・ディーン・スタントン〉）
- セルピコ
- 潜水艦X-1号（キース・ウィリス中尉〈ジョン・ケランド〉）※テレビ朝日版
- セント・アイブス
- ダーティファイター 燃えよ鉄拳（クーリー、手荷物係〈アート・ラフルー〉）
- 大平原 ※テレビ東京版
- 大列車強盗（駅長、執事、検事、バーク、男4、ポーター2）※TBS版
- 007シリーズ
  - 007 ゴールドフィンガー（ストラップ）※日本テレビ版
  - 007 サンダーボール作戦（ピンダー）※TBS版
  - 女王陛下の007（グルンター）※TBS版
  - 007 死ぬのは奴らだ（クオーレルJr）※TBS旧録版
  - 007 私を愛したスパイ（セルゲイ・バルゾフ〈マイケル・ビリントン〉）※TBS旧録版
  - 007 ムーンレイカー（プライベートジェットパイロット）※TBS版
  - 007/リビング・デイライツ（フィヨードル大佐）※ANA機内上映版
  - ネバーセイ・ネバーアゲイン（コーバック、カルペッパー）※機内版
- ダブル・トラップ/白い肌の迷宮（ロバート・サン・ローラン）
- タワーリング・インフェルノ（カピー）※日本テレビ版
- チャンス（ウラディミール・スクラピノフ〈リチャード・ベースハート〉）※テレビ朝日版
- 追撃のバラード
- ハリーとトント（チェスの相手）
- デューン/砂の惑星（ギルド）※日本テレビ版
- トム・ホーン（アール・プロクター）
- トランザム7000（ジョージ・ブランフォード、シュガー・ベア）※フジテレビ版
- 砦の29人（ノバック〈ジョン・ハバート〉）※TBS版
- 流されて…（コラード）
- ニューヨーク1997
- 破壊!（マーヴィン〈マイケル・ラーナー〉）
- バグダッドの盗賊（ジャファル〈コンラート・ファイト〉）※日本テレビ版
- 白熱（刑務所長）
- 八点鐘が鳴るとき（フィリップ・カルバート〈アンソニー・ホプキンス〉）※日本テレビ版
- ハリーとトント（チェスの相手）
- ハンター（ベルナルド氏）※フジテレビ版
- 引き裂かれたカーテン（オトー・ハウプト〈ハロルド・ディレンフォース〉）※フジテレビ版
- ビッグ・ウェンズデー
- 100万ドルの血斗（サム・シャープノーズ〈ブルース・キャボット〉）
- 評決（コンキャノン〈ジェームズ・メイソン〉）
- 風拳鬼手への道（タイガー）
- フェリーニのアマルコルド（テオ叔父さん）
- フォー・フレンズ/4つの青春（カーナハン氏）
- 普通の人々 ※テレビ朝日版
- ブラニガン（モレッティ警部〈ラルフ・ミーカー〉）
- ブルベイカー（フロイド・バードウェル〈ジョー・スピネル〉）
- ペーパー・ムーン（ロバートソン）
- 冒険者たち（セルジュ〈セルジュ・レジアニ〉）※TBS版
- 誇り高き戦場（クリンガーマン大尉）※TBS新録版
- マーフィの戦い（エリス中尉）
- マッカーサー ※TBS版
- ミスター・ノーボディ（保安官）※テレビ朝日版、（床屋の主人）※フジテレビ版
- 未知との遭遇 ※テレビ朝日旧録版
- ミッドウェイ ※日本テレビ版
- ミラクルマスター/7つの大冒険（ゼッド）※TBS版
- 燃えよデブゴン2
- 燃えよデブゴン お助け拳（ルーゲン〈ワン・ロンウェイ〉）
- 野獣戦争（ピート〈ラルフ・ウェイト〉）※日本テレビ版
- …YOU…（ウィルハント〈ジェフ・コーリー〉）
- 欲望という名の電車
- ラッシー（ジェイムソン）
- ライアンの娘（マッカードル〈アーサー・オサリヴァン〉）※日本テレビ版
- ラビッド（マーレイ・サイファー〈ジョー・シルヴァー〉）
- ランボー/怒りの脱出 ※日本テレビ版
- リスボン特急（マルク・アルブイ）
- リベンジャー
- ルートヴィヒ（ベルナルト・フォン・グッデン教授、出版社社主フェルスト）
- レイダース/失われたアーク《聖櫃》（バランカ）※日本テレビ版
- レディ・カロライン（ジョージ・カニング〈ジョン・ミルズ〉）
- ロサンゼルス（ドナルド・ケイ）※日本テレビ版
- 惑星アドベンチャー スペース・モンスター襲来!（ジョージ・マクリーン〈リーフ・エリクソン〉）※劇場公開版

#### ドラマ
- アメリカン・ヒーロー
- がんばれ!ベアーズ シーズン2 #7（店主）
- 刑事コロンボ
  - 意識の下の映像（ジミー、刑事）
  - ハッサン・サラーの反逆（クーラ）
  - 魔術師の幻想（ラシター、トマス）
- ジェシカおばさんの事件簿 #6（アーロン・クレーマー〈キャメロン・ミッチェル〉）
- シャーロック・ホームズの冒険 海軍条約事件（ジョゼフ・ハリソン）

### テレビアニメ
1972年
- 科学忍者隊ガッチャマン（潜水艦艦長）

1975年
- タイムボカン（ゴロンボ、ワリンカ）

1976年
- ブロッカー軍団IVマシーンブラスター（スサーナ）
- ポールのミラクル大作戦（虎ガイコツ）

1977年
- 家なき子
- 新・巨人の星
- ヤッターマン（フンバルジャン）

1978年
- 科学忍者隊ガッチャマンII（哲太郎）

1979年
- ベルサイユのばら
- ルパン三世 (TV第2シリーズ)

1981年
- あしたのジョー2

1982年
- 銀河烈風バクシンガー（要人）
- スペースコブラ（1982年 - 1983年）
- 六神合体ゴッドマーズ（ザザ、メガル）

1983年
- 超時空世紀オーガス（ウェズリー中将）
- ミームいろいろ夢の旅（ヨハネス・ケプラー）

1984年
- 星銃士ビスマルク（ウォルター、ミゲル）
- ルパン三世 PARTIII

1985年
- おねがい!サミアどん

1986年
- 宇宙伝説ユリシーズ31（神）
- サンゴ礁伝説 青い海のエルフィ（タレーン）

1988年
- 小公子セディ（ガストン）
- 鎧伝サムライトルーパー（柳生博士）

### 劇場アニメ
- ルパン三世 カリオストロの城（1979年）
- 超人ロック（1984年、ヘクター大佐）

### OVA
- ダーティペア（1987年、サントス）